# Bahnstrecke Saint-Étienne–Andrézieux
| Streckenkette Lyon–Saint-Étienne–Andrézieux–Roanne (seit 1833) und projektierte Strecke Chalons–Lyon 1849 |                      |                                                   |                                                   |
| Spurweite: | 1435 mm (Normalspur) |                                                   |                                                   |
| |                      |                                                   |                                                   |
| \| \| 0,0 \| Saint-Étienne Pont-de-l’Âne (Anschluss nach Lyon) \| Saint-Étienne Pont-de-l’Âne (Anschluss nach Lyon) \| \| \| 4,7 \| Saint-Étienne Mottetières \| Saint-Étienne Mottetières \| \| \| 6,3 \| Le Bois-Monzil (bis 1857) \| Le Bois-Monzil (bis 1857) \| \| \| 14,9 \| La Quérillère (Anschluss nach Roanne) \| La Quérillère (Anschluss nach Roanne) \| \| \| 18,3 \| Andrézieux Port \| Andrézieux Port \| |                      |                                                   |                                                   |
| Kopfbahnhof Streckenanfang | 0,0                  | Saint-Étienne Pont-de-l’Âne (Anschluss nach Lyon) | Saint-Étienne Pont-de-l’Âne (Anschluss nach Lyon) |
| Bahnhof | 4,7                  | Saint-Étienne Mottetières                         | Saint-Étienne Mottetières                         |
| Bahnhof | 6,3                  | Le Bois-Monzil (bis 1857)                         | Le Bois-Monzil (bis 1857)                         |
| Bahnhof | 14,9                 | La Quérillère (Anschluss nach Roanne)             | La Quérillère (Anschluss nach Roanne)             |
| Kopfbahnhof Streckenende | 18,3                 | Andrézieux Port                                   | Andrézieux Port                                   |

Die Bahnstrecke Saint-Étienne–Andrézieux ist die älteste Bahnstrecke Frankreichs und wurde am 30. Juni 1827 als erste Pferdebahn des europäischen Kontinents in Betrieb genommen, knapp drei Jahre nach der Erteilung der Konzession an die Betreiberin Compagnie du chemin de fer de Saint-Étienne à la Loire. Konzessionär war Louis-Antoine Beaunier. Der Personenverkehr wurde erst am 1. März 1832 aufgenommen. Zunächst diente die 18 km lange Bahn also nur dem Güterverkehr, vor allem dem Transport von Steinkohle aus Saint-Étienne an die Loire. Über steile Rampen wurden die Züge mit Seilen gezogen, die von stationären Winden bewegt wurden. Heute ist diese Strecke mit leicht geänderter Streckenführung Teil der Bahnstrecke Clermont-Ferrand–Saint-Just-sur-Loire.

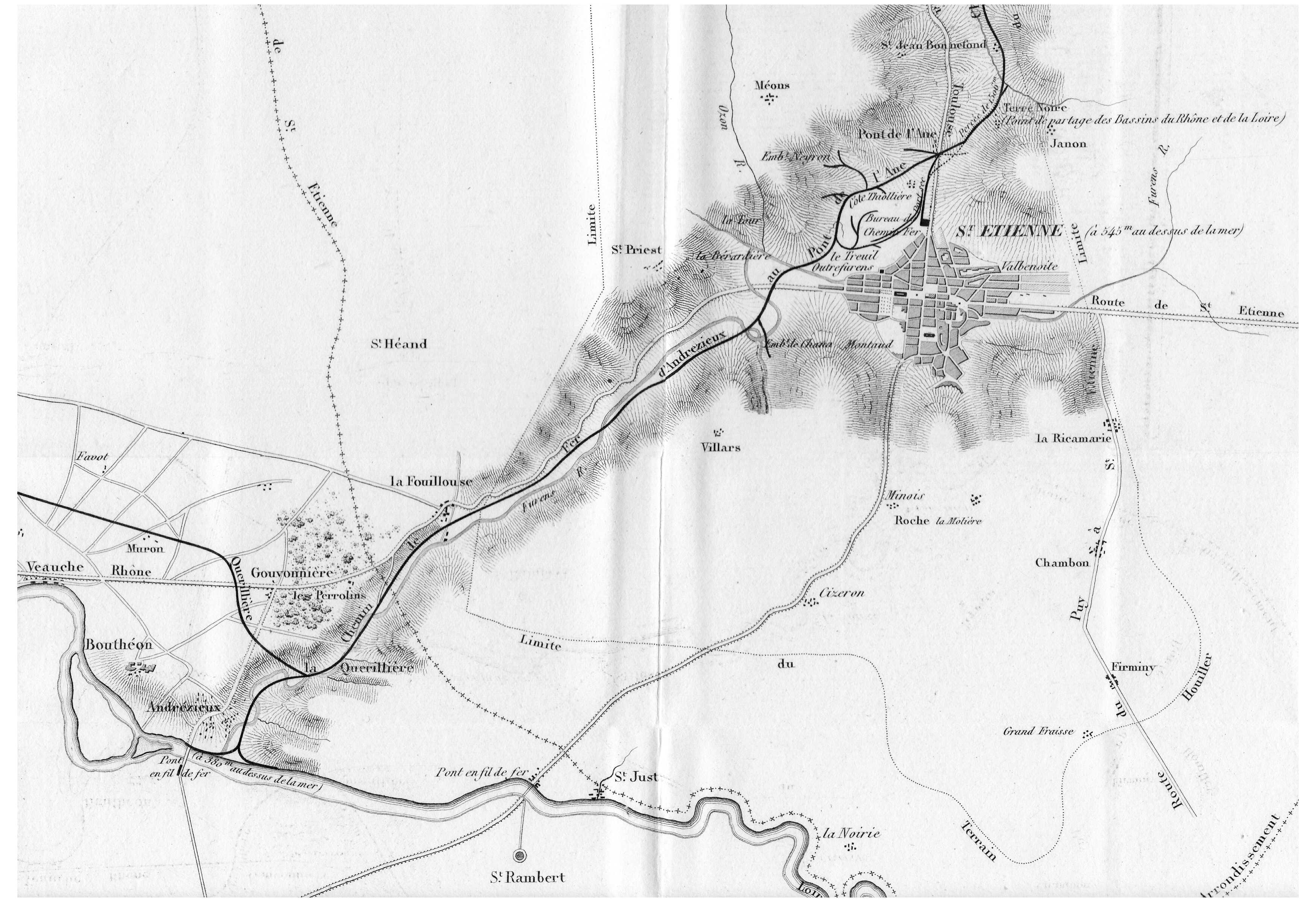
Karte der Strecke mit Anschlüssen 1837

Ein großes Problem dieser Transportroute war, dass der Fluss unterhalb von Andrézieux ein so starkes Gefälle und entsprechende Strömung hatte, dass zwar beladene Schiffe flussabwärts fahren, aber selbst unbeladene kaum flussaufwärts gezogen werden konnten, so dass fast nur neugebaute Schiffe vom Hafen Andrézieux abfuhren. Das gab den Anlass, wenig später zwei weitere Bahnstrecken zu bauen:
- Die Strecke Roanne–Andrézieux, fertiggestellt am 15. November 1833, führt durch das Loiretal nordwärts bis nach Le Coteau bei Roanne, wo es um die Schiffbarkeit des Flusses wesentlich besser bestellt war. Schon seit der Inbetriebnahme des ersten Abschnitts am 1. August 1832 wurden hier zwei englische Lokomotiven eingesetzt.
- Die Bahnstrecke Saint-Étienne–Lyon, auf der man schon während der Bauzeit 1831 mit Dampftraktion begann, verband das Kohlegebiet mit dem gut erschlossenen Rhonetal.

Seit 1844 wurde Kohle entgegen der ursprünglichen Richtung aus Richtung Andrézieux nach Saint-Étienne und weiter an die Rhône gefahren. Damit wurde auch zwischen Saint-Étienne und Andrézieux Dampfbetrieb eingeführt. Dafür kaufte die Gesellschaft 1844 zwei Dampflokomotiven von Schneider & Cie in Le Creusot. Ein Jahr lang wurden Güterzüge mit Dampfkraft gezogen, Personenzüge mit Pferdekraft, ab 1845 alle Züge mit Dampf. Die Strecke wurde mit den Jahren auf knapp 22 Kilometer verlängert.
Am 30. September 1853 vereinigten sich die Compagnie du chemin de fer de Saint-Étienne à la Loire, die Bahn Saint-Étienne–Lyon und die Compagnie du chemin de fer de la Loire zur Compagnie des chemins de fer du Rhône à la Loire, die schon am 26. Dezember desselben Jahres von der Compagnie du chemin de fer du Grand Central (Großen Zentralbahn) übernommen wurde. Am 19. Juli 1857 entstand aus dieser und anderen großen Gesellschaften die Compagnie des chemins de fer de Paris à Lyon et à la Méditerranée.
Der Personenverkehr zum (Hafen-)Bahnhof Andrézieux wurde schon 1864 eingestellt, der Güterverkehr über hundert Jahre später 1980. Der größere Teil der Trasse ist wie schon seit langem ein Teil der Bahnstrecke von Saint-Étienne nach Roanne.